# 안테 마르코비치
안테 마르코비치(세르보크로아트어: Ante Marković, 1924년 11월 25일 ~ 2011년 11월 28일)는 크로아티아와 유고슬라비아의 정치인이자 기업인, 공학자이다. 유고슬라비아 사회주의 연방공화국의 마지막 총리를 지냈다.

## 생애

### 어린 시절
마르코비치는 1924년 유고슬라비아 왕국(당시 이름 세르브인 크로아트인 슬로벤인 왕국)의 현 보스니아 헤르체고비나 지방에 있는 코니츠에서 크로아트계 보스니아인으로 태어났다. 1943년 유고슬라비아 공산주의자 동맹에 입당하여 제2차 세계 대전 기간 유고슬라비아 파르티잔에 복무하였다. 종전 후 자그레브 대학에 입학해 1954년 기술부 전기공학부에서 전기공학 학위를 받았다. 크로아티아의 자그레브에 남은 마르코비치는 1961년에서 1984년 사이 전기 회사인 콘차르 그룹에 입사하여 공학자에서 승진하여 공장 총책임자 직위로 근무하였다.

### 정치 입문
1982년 유고슬라비아가 채무위기에 빠진 시기에 크로아티아 사회주의 공화국의 행정위원회 의장으로 취임하며 정계에 입문하였다. 4년의 임기를 마친 마르코비치는 에마 데로시벨라야츠를 이어받아 크로아티아 사회주의 공화국의 대통령직 의장, 즉 크로아티아의 대통령에 취임하였다. 마르코비치는 크로아티아 공산주의자 동맹 내에서 진보파로 알려져 있고 다당제로의 정치 체제 개혁도 지지해 공산주의적 보수파의 공격을 받았다.

### 유고슬라비아 총리 재임

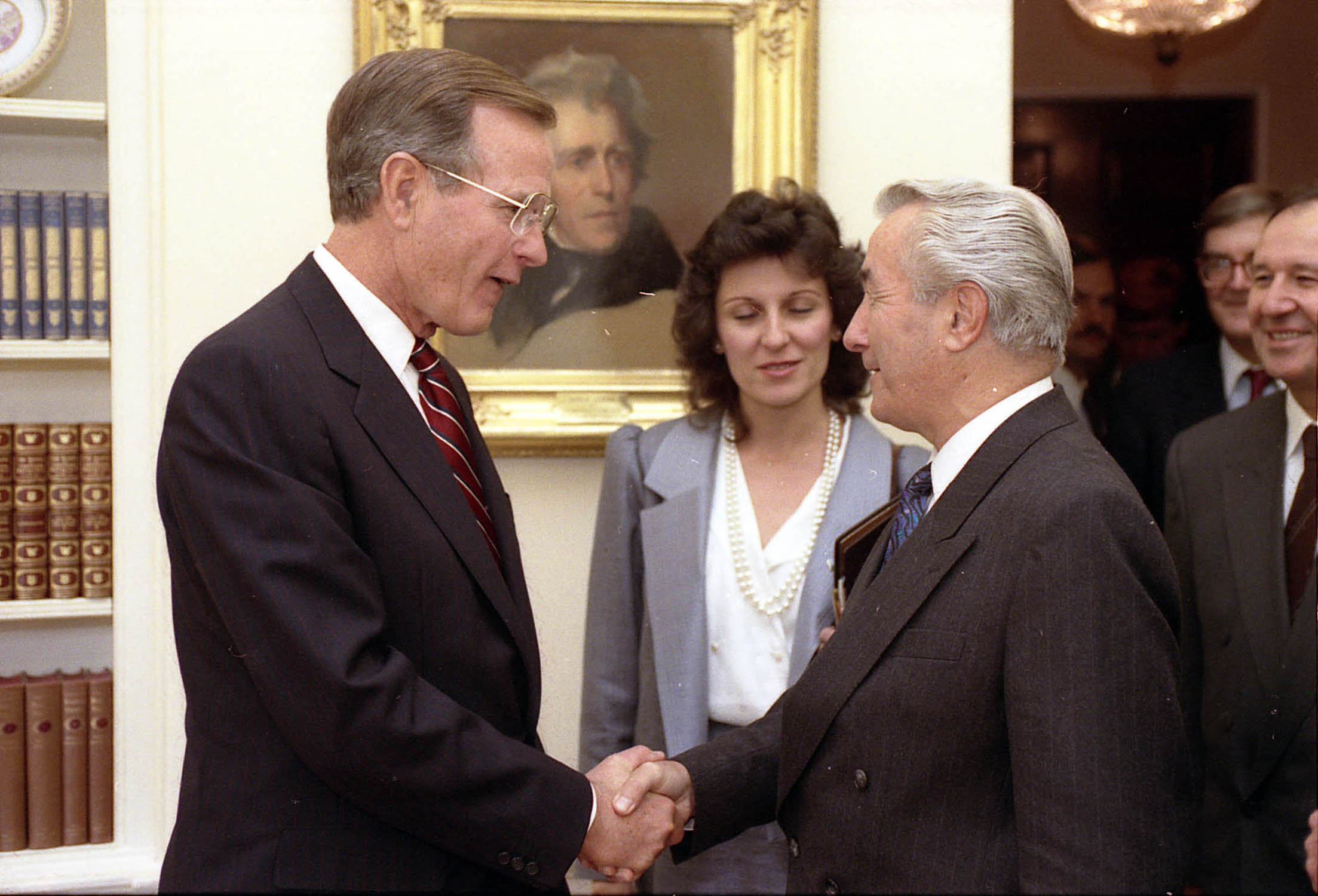
1989년 조지 H. W. 부시 대통령이 백악관에서 안테 마르코비치 총리와 회동을 가진 모습.

1989년 3월에는 브란코 미쿨리치의 사임으로 유고슬라비아의 총리에 취임하였다. 미국에서는 마르코비치가 시장경제 중심 개혁을 옹호하는 것으로 알려져 서방 세계와의 협력을 기대하였고, BBC에서는 마르코비치를 "유고슬라비아 내에서 워싱턴과의 가장 최고의 동맹"이라고 보도하였다. 1989년 말에는 마르코비치가 고정 환율제 제정, 여러 국영기업의 민영화, 자유 무역제 등 유고슬라비아 내에서 유래없던 대대적인 경제 개혁 작업에 들어가기 시작했다. 경제 개혁 결과 인플레이션율이 1989년 11월 월 56%에서 1990년 3월 2.4%로 감소하는 등 고질적인 인플레이션이 멈추고 전반적인 생활 수준은 늘어났으나 단기적으로는 민영화된 산업 부문이 침체되는 현상이 발생하였다. 국영 기업이 자유 시장 환경에서 경쟁하기 위해 애쓰는 과정에서 버티지 못한 수많은 기업의 파산이 일어났으며, 정치적 반대파들은 마르코비치를 경제 실패로 공격하였다. 1990년 유고슬라비아의 연간 경제성장률은 전년도 +1.5%에 비교하여 -11.6%로 하락하였다.
마르코비치는 유고슬라비아 내에서 가장 인기 있는 정치인이었고 그의 인기는 서구 스타일 현대 정치인이라는 이미지 덕분이었다. 유고슬라비아가 현대적이며 민주적인 연방으로 변화하길 원하는 사람들이 지지하는 주요 정치인이었다. 또한 마르코비치는 유고슬라비아 내에서 점점 더 치열해지는 분쟁에 직접 관여하지 않거나 여러 공화국 사이를 중재하는 역할을 하였다. 예를 들어 마르코비치는 총리에 당선되었을 때 연설에서 보이보디나 사회주의 자치주와 코소보 사회주의 자치주가 요시프 브로즈 티토 시기 받았던 자치권을 다시 돌려받아야 한다고 주장하였다.
1990년 1월 슬로베니아와 크로아티아 대표단이 당대회에서 항의하며 나오고 유고슬라비아 공산주의자 연맹이 붕괴되자 기자회견에서 마르코비치는 "당 없이 유고슬라비아는 아무 것도 할 수 없습니다!"라고 말했다. 1990년 7월 마르코비치는 중앙집권화 된 유고슬라비아와 유고슬라비아의 존속을 지지하고 유고슬라비아의 유럽 공동체(ECC) 가입을 지지하는 신 정당인 유고슬라비아 혁신세력연합을 창설하였다. 하지만 이 정당은 보스니아 헤르체고비나, 마케도니아, 세르비아, 몬테네그로 4개 공화국 선거에서 패배했다.
이 즈음 대세르비아주의를 주장하는 슬로보단 밀로셰비치와, 자국의 독립을 주장하는 크로아티아와 슬로베니아 사이의 갈등으로 연방정부의 권위가 점점 무너지기 시작했다. 마르코비치는 연방 수호를 목적으로 임기 마지막 몇 달 동안 분리주의 세력과 타협점을 찾으러 노력하였다. 보스니아 헤르체고비나와 마케도니아는 이 계획을 지지하지만 결국에는 연방 수호에 실패하였다. 마르코비치는 실패 원인을 연방 수호를 위해 움직여야 하는 유고슬라비아 인민군이 슬로보단 밀로셰비치와 세르비아 위주로 움직이고, 마르코비치의 권한이 점점 없어지고 밀로셰비치의 간섭이 늘어났기 때문이었다고 말했다.
마르코비치는 부코바르 학살이 일어난 지 1달 후인 1991년 12월 20일 유고슬라비아 총리직에서 사퇴하였다. 크로아티아 독립 전쟁 당시 유고 인민군의 침공으로 많은 크로아티아인이 격분했고, 이는 크로아티아 내에서 마르코비치가 밀로셰비치와 손을 잡았다는 비난이 나오는 이유이기도 하다.

### 유고슬라비아 붕괴 이후
1991년 유고슬라비아가 해체된 이후 마르코비치는 세간의 눈을 피해 베오그라드에서 탈출하여 마케도니아를 거쳐 이탈리아로 망명가는 계획을 고려하다 당시 마케도니아의 대통령인 키로 글리고로프과 회동을 가지기도 하였다. 마르코비치는 크로아티아 자그레브로 돌아왔다가 오스트리아로 넘어가 여러 대기업 및 정부 기관의 회계 컨설턴트로 근무하였다. 2000년대 초에는 마케도니아(현 북마케도니아) 정부 경제 고문으로, 2000년대 후반에는 보스니아 헤르체고비나 정부의 경제 고문으로 일하기도 하였다.
2003년에는 구유고슬라비아 국제형사재판소(ICTY)의 슬로보단 밀로셰비치 재판에서 증인으로 출석하였다. 마르코비치는 증언석에서 밀로셰비치가 유고슬라비아를 무너뜨리고 그 위에 대세르비아주의를 건설하러고 했으며, 1991년 3월 카라조르제보 협정으로 밀로셰비치와 프라뇨 투지만 크로아티아 대통령이 보스니아를 분할하기로 합의했다고 말했다. 또한 슬로베니아의 독립 전쟁인 10일 전쟁 당시 마르코비치가 슬로베니아로의 개입은 유고슬라비아 총리로써 권한 밖의 일이라고 거부하자 밀로셰비치가 마르코비치를 비난하며 직접 군을 이끌었다고 증언하였다.
2011년 11월 28일 마르코비치는 자그레브의 자택에서 사망하였고 유년기를 보낸 크로아티아 두브로브니크의 묘지에 묻혔다.